# Petalidium microtrichum
Petalidium microtrichum är en akantusväxtart som beskrevs av Raymond Benoist. Petalidium microtrichum ingår i släktet Petalidium och familjen akantusväxter. Inga underarter finns listade i Catalogue of Life.